# Wybory parlamentarne w Islandii w 1971 roku
Wybory parlamentarne w Islandii odbyły się 13 czerwca 1971.
Do Alþingi dostało się pięć partii, w tym nowo utworzona Unia Lewicowo-Liberalna. Rządząca Islandią przez 12 lat koalicja Partii Niepodległości i Partii Socjaldemokratycznej utraciła większość parlamentarną. Premierem nowego rządu został Ólafur Jóhannesson z Partii Postępu, który utworzył centrolewicową koalicję ze Związkiem Ludowym oraz Unią Lewicowo-Liberalną.

## Wyniki wyborów
| Partia                                                          | Liczba głosów | %    | +/–% | Liczba mandatów | +/– |
| --------------------------------------------------------------- | ------------- | ---- | ---- | --------------- | --- |
| Partia Niepodległości (Sjálfstæðisflokkurinn)                   | 38 170        | 36,2 | -1,3 | 22              | -1  |
| Partia Postępu (Framsóknarflokkurinn)                           | 26 645        | 25,3 | -2,8 | 17              | -1  |
| Związek Ludowy (Alþýðubandalagið)                               | 18 055        | 17,1 | -0,5 | 10              | ±0  |
| Partia Socjaldemokratyczna (Alþýðuflokkurinn)                   | 15 020        | 10,5 | -5,2 | 6               | -3  |
| Unia Lewicowo-Liberalna (Samtök frjálslyndra og vinstri manna)  | 9 395         | 8,9  |      | 5               | +5  |
| inne                                                            | 2 110         | 2,0  | —    | —               | —   |
| Razem (frekwencja - 90,4%)                                      | 106 975       | 100  |      | 60              |     |
| źródło: June 13, 1971 General Election Results - Iceland Totals |               |      |      |                 |     |